# Policy-mix
Le policy-mix, ou le dosage macroéconomique, désigne la combinaison par l'État de politique budgétaire et de politique monétaire afin d'atteindre des objectifs politiques. Le dosage macroéconomique diffère selon la position du pays dans le cycle économique. Le dosage macroéconomique est un pilier de la politique économique d'un pays. 

## Concept

### Définition
Le dosage macroéconomique est une méthode utilisé en politique économique. Il a été développé originellement par le keynésianisme, et plus particulièrement par l'école de la synthèse néoclassique. Elle a longtemps été sous-tendue par la modélisation économique du modèle IS-LM.

### Règles dupolicy-mix
Deux règles majeures à portée normative éclairent le policy-mix :
- La règle de Tinbergen, énoncée par Jan Tinbergen : il doit y avoir autant d'instruments de la politique économique qu'il y a d'objectifs économiques.
- La règle de Mundell, énoncée par Robert Mundell : l'affectation d'un instrument à son objectif est fonction de son efficacité relative (principe d'efficacité comparative). Cela correspond à son « triangle des incompatibilités ».

### Objectifs dupolicy-mix
Il est traditionnellement considéré que la politique économique s'efforce de poursuivre quatre objectifs principaux :
1. une croissance économique durablement élevée ;
2. plein emploi ;
3. stabilité des prix ;
4. l'équilibre de la balance courante.

Toutefois, en vertu de la théorie du carré magique de Kaldor, ces quatre objectifs sont contradictoires. La recherche de la pleine utilisation de tous les facteurs capital et travail entre en conflit avec les objectifs de stabilité des prix et d'équilibre extérieur. Aussi les priorités peuvent être très différentes suivant les États et suivant les moments en fonction de l'objectif de bien commun assigné.

## Interactions dupolicy-mix
Les interactions entre les deux politiques sont :
- fortes ;
- et souvent contradictoires.

La politique budgétaire est avant tout :
- une politique de la dépense ou de sa réduction ;
- effectuée dans un cadre institutionnel (le budget annuel) qui privilégie le court terme.

À l'inverse, la politique monétaire est avant tout une politique de moyen ou long terme (mais n'est pas une politique structurelle), dont les moyens d'action ne se conçoivent que sur la durée (en Europe continentale, une hausse des taux d'intérêt du marché monétaire, par exemple, mettra plus d'un an pour que ses effets économiques soient observables) et dont les objectifs seront naturellement le maintien de grands équilibres sur longue période.
L’indépendance des banques centrales vis-à-vis du pouvoir politique a permis de prendre davantage en compte les impacts sur moyen et long termes, et permettent de se rapprocher du niveau de croissance maximal. Mais cette indépendance a aussi accru les risques de discordances, voire de cacophonie, avec les hommes politiques aux logiques et aux horizons temporels très différents.
La différenciation des mandats doit permettre une plus grande efficacité des politiques budgétaire et monétaire prises séparément. Une politique budgétaire laxiste entraînera une hausse des prix et obligera la banque centrale à mener une politique monétaire plus restrictive.

## Cas particuliers

### Zone euro
En zone euro, la situation est encore plus délicate puisque :
- la Banque centrale européenne (BCE) exerce une politique monétaire commune aux vingt États de la zone, alors que les situations conjoncturelles peuvent être différentes entre ces pays ;
- les politiques budgétaires restent décentralisées, du ressort des différents gouvernements nationaux ; l'instrument du taux d'intérêt ne peut plus servir la régulation de la conjoncture et des chocs économiques souvent asymétriques malgré l'interdépendance croissante des économies européennes du fait de l'intégration. La possibilité redonnée aux banques centrales nationales de relever leur taux domestique permettrait de minimiser ces asymétries (cas de la bulle immobilière espagnole en 2008)[3].
- le système, récent (existence de l'euro depuis le 1er janvier 1999), est encore en phase de rodage, chaque pouvoir cherchant encore ses marques par rapport à l'autre ; cela peut expliquer le certain « dogmatisme » de la Banque centrale européenne (BCE), car cette jeune institution a besoin de gagner en crédibilité ;
- il existe un certain flou dans les traités quant au partage de certaines responsabilités (dont la valeur externe de l'euro).

### États-Unis
Ce qui différencie les États-Unis de l'Europe au niveau de l'agencement optimal de l'outil budgétaire et monétaire, c'est l'indépendance moins prononcée de la Réserve fédérale américaine. Comme pour la BCE, les objectifs de la Fed ne se limitent pas à la lutte contre l'inflation, mais incorporent aussi la modération des taux d'intérêt à long terme pour favoriser l'investissement, le plein-emploi et la croissance.
Lorsque le gouvernement mène une politique « de rigueur », il y a une certaine convergence d'objectifs avec ceux de la banque centrale. Un exemple de cette convergence est celui de la période où Bill Clinton était président et Alan Greenspan dirigeait la Fed. Alors que Clinton s'était engagé à réduire le déficit budgétaire et à revenir à l'excédent (ce qu'il parvint à faire), Alan Greenspan modérait les taux d'intérêt pour que la restriction budgétaire ne pénalise pas la conjoncture. Autrement dit, pendant que Clinton déplaçait la courbe IS vers la gauche, Greenspan compensait par un déplacement de la courbe LM vers la droite (cf. modèle IS-LM), usant d'un accord tacite.
C'est donc la réactivité (qui peut s'appréhender à partir de la règle de Taylor) et la sensibilité de la banque centrale aux fluctuations de l'économie réelle qui caractérisent la politique monétaire américaine, qui peut être en adéquation avec la politique budgétaire.
Toutefois, le policy-mix réactif américain peut montrer ses limites dans des périodes de relance de l'économie. En effet, pour faire face à l'éclatement de la bulle des télécommunications en 2000-2001, la FED a volontairement placé les taux d'intérêt en dessous du taux d'inflation. En conséquence, l'économie a été stimulée par la conversion de l'épargne en consommation. Néanmoins, l'augmentation de la masse monétaire a fait naître une nouvelle bulle spéculative, celle de l'immobilier. En 2007, la bulle immobilière US a commencé à se dégonfler, provoquant un ralentissement de la croissance. Mais en parallèle, la croissance mondiale liée à la consommation US et à la forte croissance de l’Asie du Sud-Est, de la Chine et de l'Inde, a généré des tensions sur les prix, en particulier sur les matières premières. Les États-Unis se retrouvent ainsi dans une situation inconfortable ; doivent-ils augmenter les taux d'intérêt pour lutter contre l'inflation (en menaçant une catégorie d'emprunteurs à « haut risque ») ou doivent-ils baisser les taux d'intérêt pour soutenir l'économie et la consommation?